# Davis Guggenheim

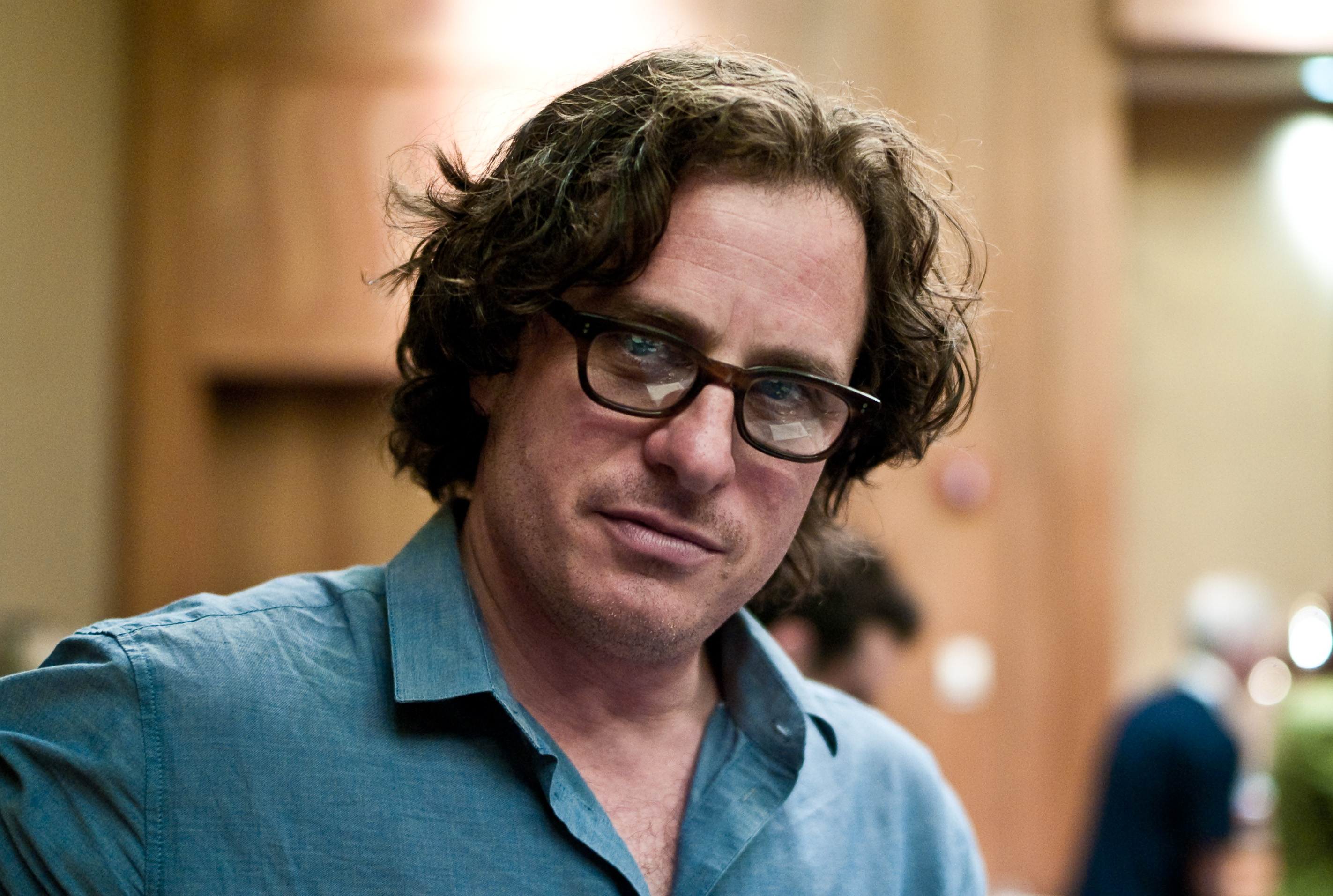
Davis Guggenheim in juni 2009

Philip Davis Guggenheim (St. Louis, 3 november 1963) is een Amerikaans tv- en  filmregisseur en -producent. Hij is de enige filmregisseur die drie verschillende documentaires in de top 100 van financieel meest succesvolle documentaires op zijn naam heeft staan: An Inconvenient Truth uit 2006, It Might Get Loud uit 2008 en Waiting for Superman uit 2010.
Hiernaast heeft hij Barack Obama's biografische film geregisseerd, die getoond werd op de Democratische Nationale Conventie; Obama's infomercial die op 29 oktober 2008 werd uitgezonden op tv, en The Road We've Traveled uit 2012, een korte film van 17 minuten over de president.
Zijn documentaire over de band U2, From the Sky Down, opende het Toronto International Film Festival in 2011.
- Bibliothèque nationale de France: cb14053037t (data)
- Catàleg d'autoritats de noms i títols de Catalunya: 981058521229006706
- Gemeinsame Normdatei: 136186858
- International Standard Name Identifier: 0000 0001 1059 6635
- Library of Congress Control Number: no2006129606
- MusicBrainz: c7c90742-07e7-4600-a114-61b0c9110666
- Nationale Bibliotheek van Tsjechië: mub2012679647
- Nationale Bibliotheek van Israël: 987007432984905171
- Nederlandse Thesaurus van Auteursnamen: 217237223
- SNAC: w6gs102c
- Système universitaire de documentation: 11490331X
- Virtual International Authority File: 44065628
- WorldCat: E39PBJr7VFPRhKKYyp4g8cctrq